# Gecarcinus
Gecarcinus  (лат.) — род крабов из семейства Gecarcinidae. Адаптированы к существованию на суше, где обитают в норах. Представители рода населяют прибрежные районы выше мангровых зарослей, а также песчаные и солёные почвы близ устьев рек. Распространены в тропическом поясе Америки, на Бермудских островах, на острове Вознесения, в Западной и Южной Африке и в Австралазии.

## Образ жизни
Представители роют неглубокие, сухие норы; влага появляется в них только в сезоны дождей. Крабы, обитающие на северной и южной границах ареала, создают более глубокие ходы (до 1,2 метра) и, во время засухи, закупоривают вход. Нередко Gecarcinus используют в качестве убежища не норы, а твёрдые обломки, находящиеся на поверхности грунта.